# Cazinoul Militar din Timișoara
Cazinoul Militar este una dintre cele mai vechi clădiri din Timișoara, situată pe latura de vest a Pieței Libertății, la nr. 7. Construcția ei a început în 1744, fiind completă doar în 1775. După perioada de început, destinația sa a fost cea de cazinou. Actual clădirea este clasificată ca monument istoric cu codul LMI TM-II-m-A-06143.

## Istoric

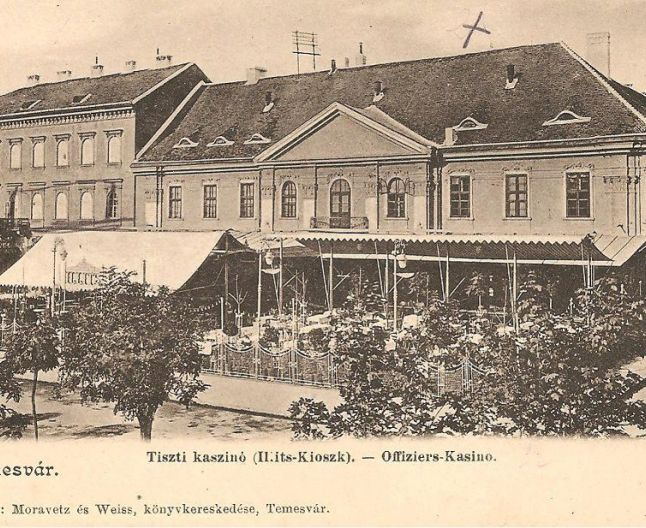
Cazinoul militar la începutul secolului al XX-lea

După cucerirea în 1716 a cetății Timișoara de către austrieci, sub comanda lui Eugeniu de Savoia, vechea cetate turcească era complet distrusă. Aproape imediat a început refacerea cetății după norme austriece. Suprafața care urma să fie înconjurată de ziduri a fost mărită, iar în interior toate clădirile turcești, care erau în ruine, au fost demolate și s-a trasat un plan al cetății cu străzi perpendiculare. Au fost prevăzute două piețe, care actual sunt cunoscute sub numele de Piața Unirii și Piața Libertății.
În Piața Libertății, care în epocă se numea Piața de Paradă au fost construite mai multe clădiri: primăria (cunoscută astăzi drept „primăria veche”) și o serie de clădiri cu destinație militară.
În 1744 a început construirea în colțul de nord-vest al pieței o casă pentru comandantul militar, contele Soro. În 1746–1747, la sud de casă, pe locul corpului cu actuala fațadă principală a cazinoului se mai afla Moscheea Silahdarului, ulterior demolată. În 1754 începe extinderea casei spre sud, pe locul moscheii, construcție terminată în 1758. Până în 1775 construcția este completată, situația fiind reflectată pe planul orașului din 1788. Inițial clădirea avea un singur etaj. În 1910 clădirea a fost supraetajată, iar în față, pe locul terasei de vară, s-a construit o sală cu ferestre vitrate și terasă deasupra.

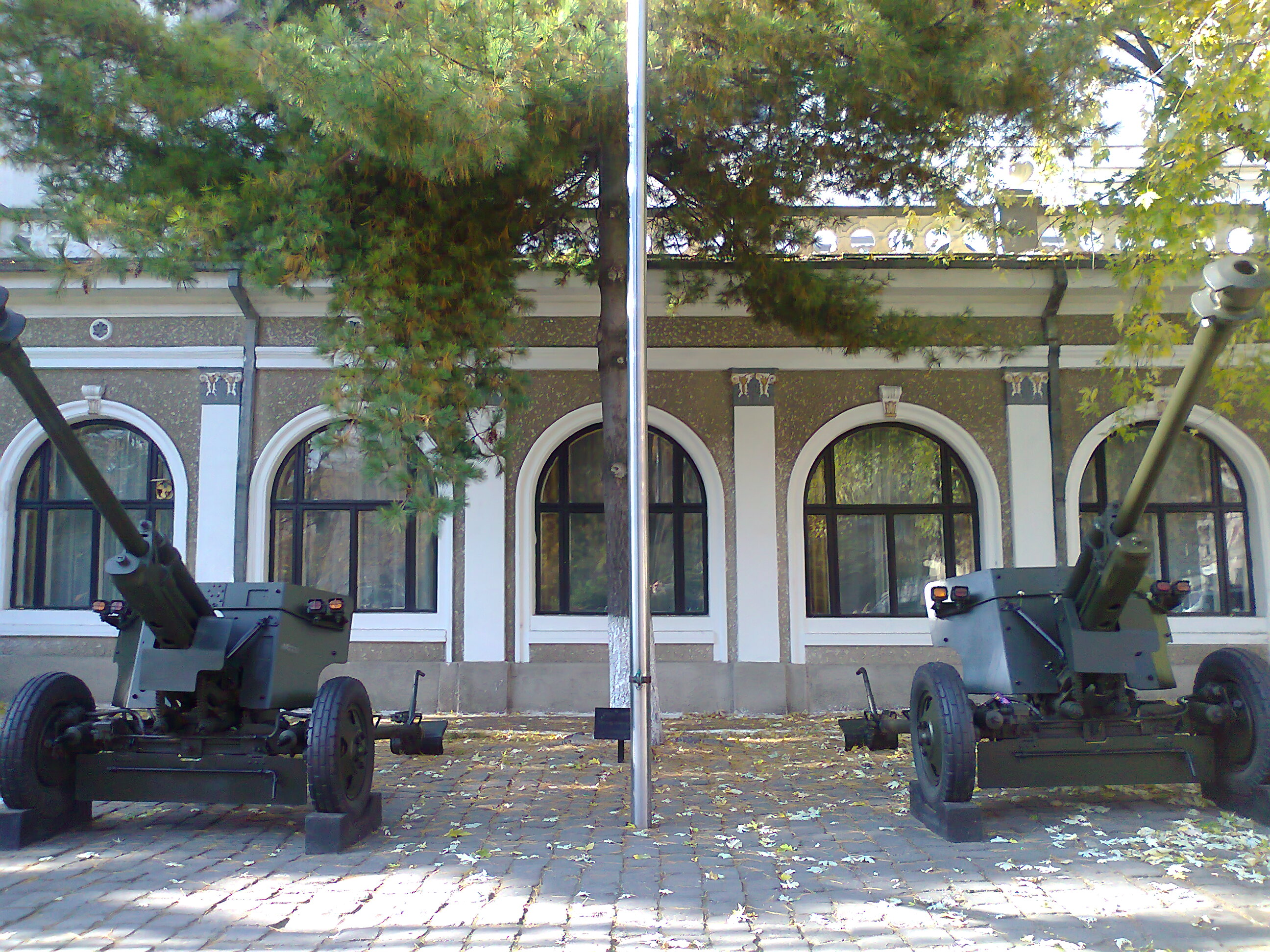
Tunuri amplasate în fața terasei

În anul 2002 în fața terasei au fost amplasate două tunuri de tip „Reșița”, de calibru 75 mm, la care s-a renunțat după reamenajarea pieței în 2015.

## Descriere

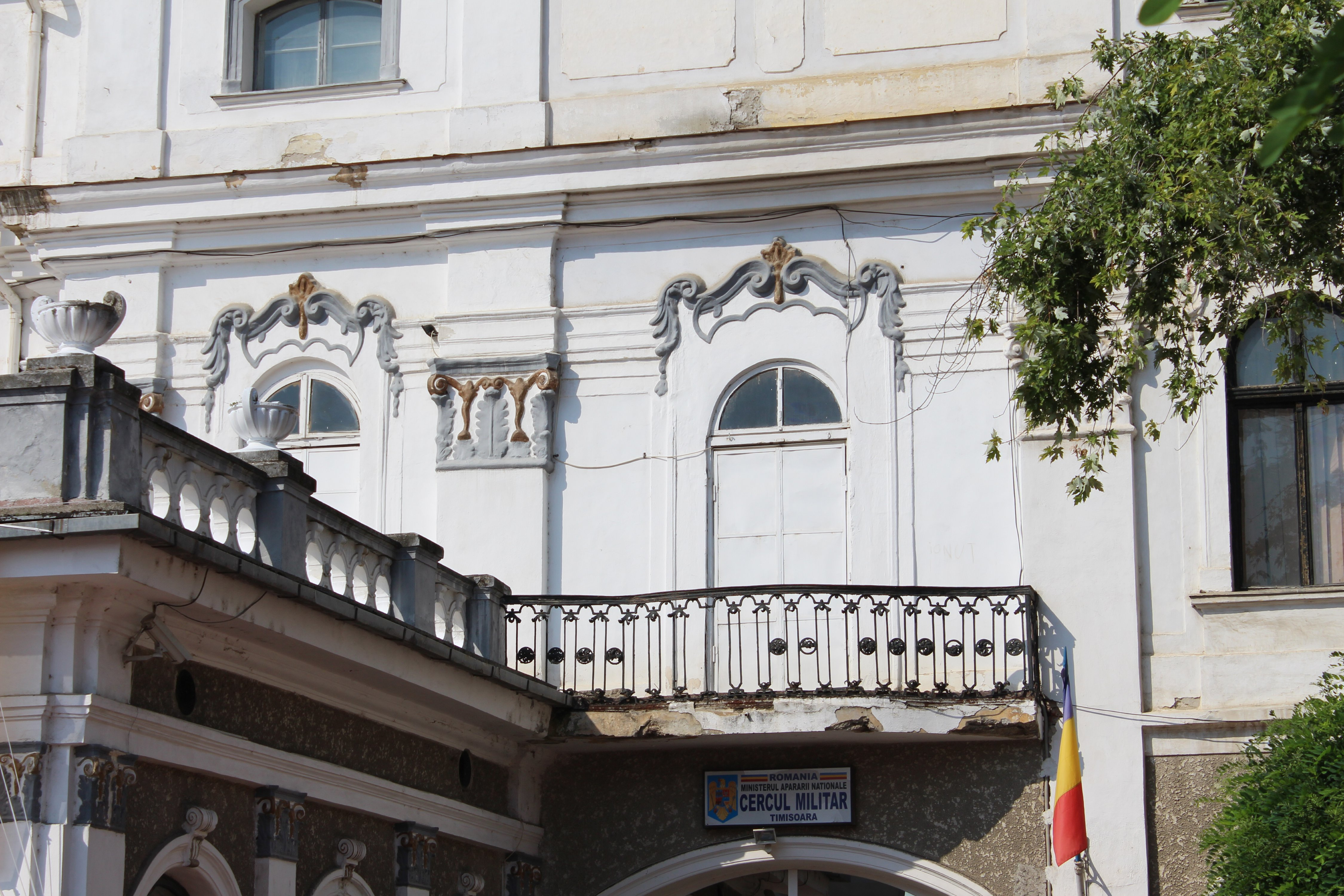
Detalii arhitecturale

Stilul clădirii este cel al barocului târziu. Semnificativi sunt pilaștrii cu margini dublate în stil corintic și ornamentele de pe fațadă. Colțul din nord-estul clădirii este rotunjit, element  rococo.
La etaj cazinoul dispune de o sală de bal, unde se țineau balurile ofițerilor — activitate importantă în epocă în viața socială a orașului.

## Denumiri și evenimente
În perioada când cazinoul a fost administrat de Iuliu Illithy s-a numit „Grand Establisement Illithy". Din 1921 s-a numit „Cazinoul Militar-Civil «Principele Carol»”. După al Doilea Război Mondial a fost cunoscut drept „Cazinoul Militar”. Actual este clădirea Cercului Militar.
Aici a proclamat Otto Roth la 31 octombrie 1918 Republica Bănățeană, dar Aurel Cosma le-a cerut ofițerilor români să părăsească cazinoul. S-au dus la hotelul Kronprinz (în actuala clădire a Palatului Culturii), unde au constituit Consiliul Național Militar Român.